# Tiflet
Tiflet (en àrab تيفلت, Tīflt; en amazic ⵜⵉⴼⴼⵍⵜ) és un municipi de la província de Khémisset, a la regió de Rabat-Salé-Kenitra, al Marroc. Segons el cens de 2014 tenia una població total de 86.709 persones.

## Història
El territori del municipi ja havia estat habitat per amazics, fenicis i romans durant el I mil·lenni aC. Els majors assentaments més propers eren Rabat i Volubilis. Tiflet es troba entre Rabat i Khémisset.
Tifelt va ser assistida per treballadors del Peace Corps després dels atemptats de l'11 de setembre de 2001. Els treballadors del Peace Corps foren assistits per dones locals en una cooperativa d'apicultura fins que el govern dels Estats Units va evacuar el personal del Peace Corps per la seva seguretat. Els treballadors del Peace Corps han tornat i es dediquen principalment en classes d'anglès i de formació professional.